# Brassavola tuberculata
Brassavola tuberculata är en orkidéart som beskrevs av William Jackson Hooker. Brassavola tuberculata ingår i släktet Brassavola och familjen orkidéer. Inga underarter finns listade i Catalogue of Life.

## Bildgalleri

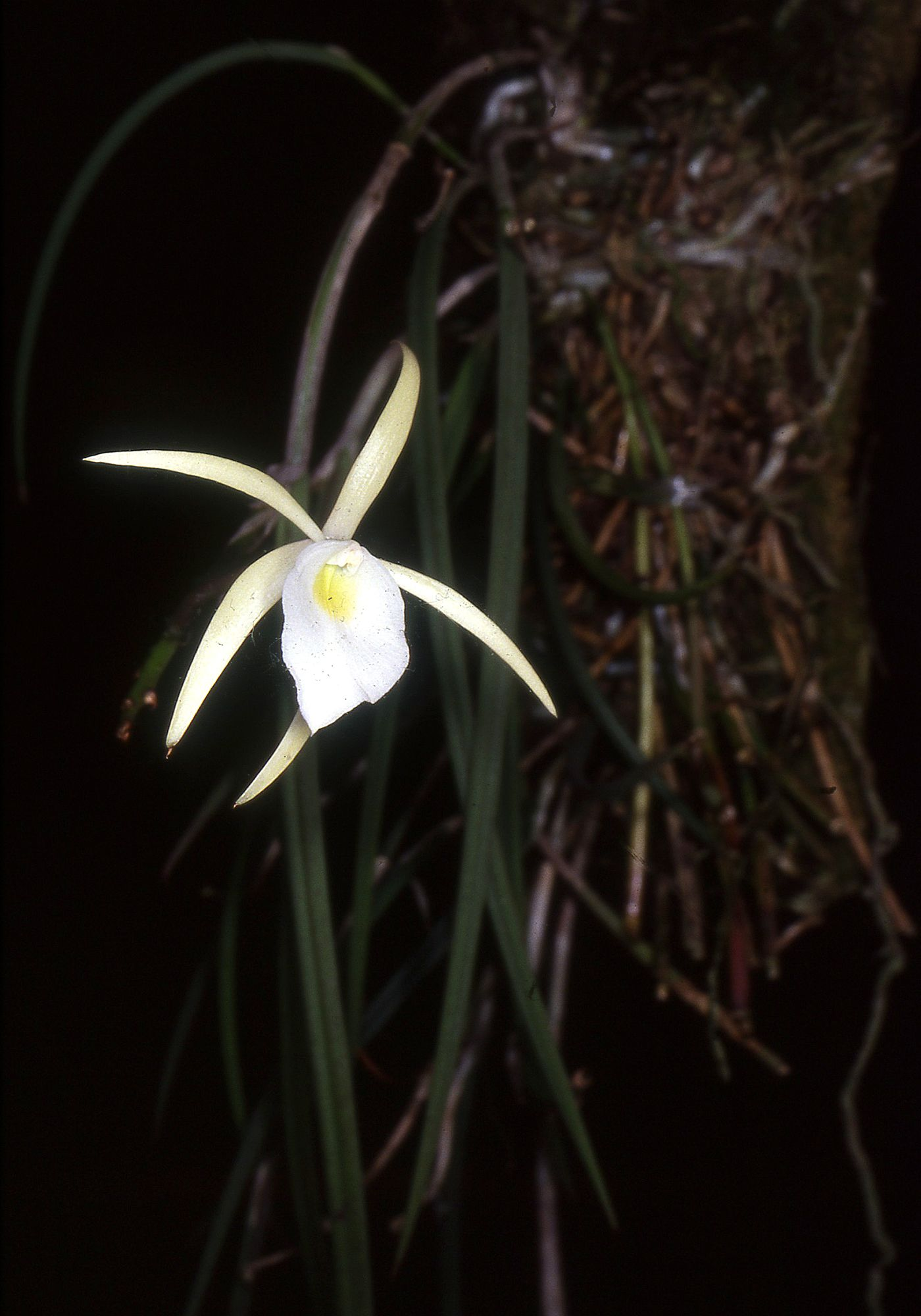
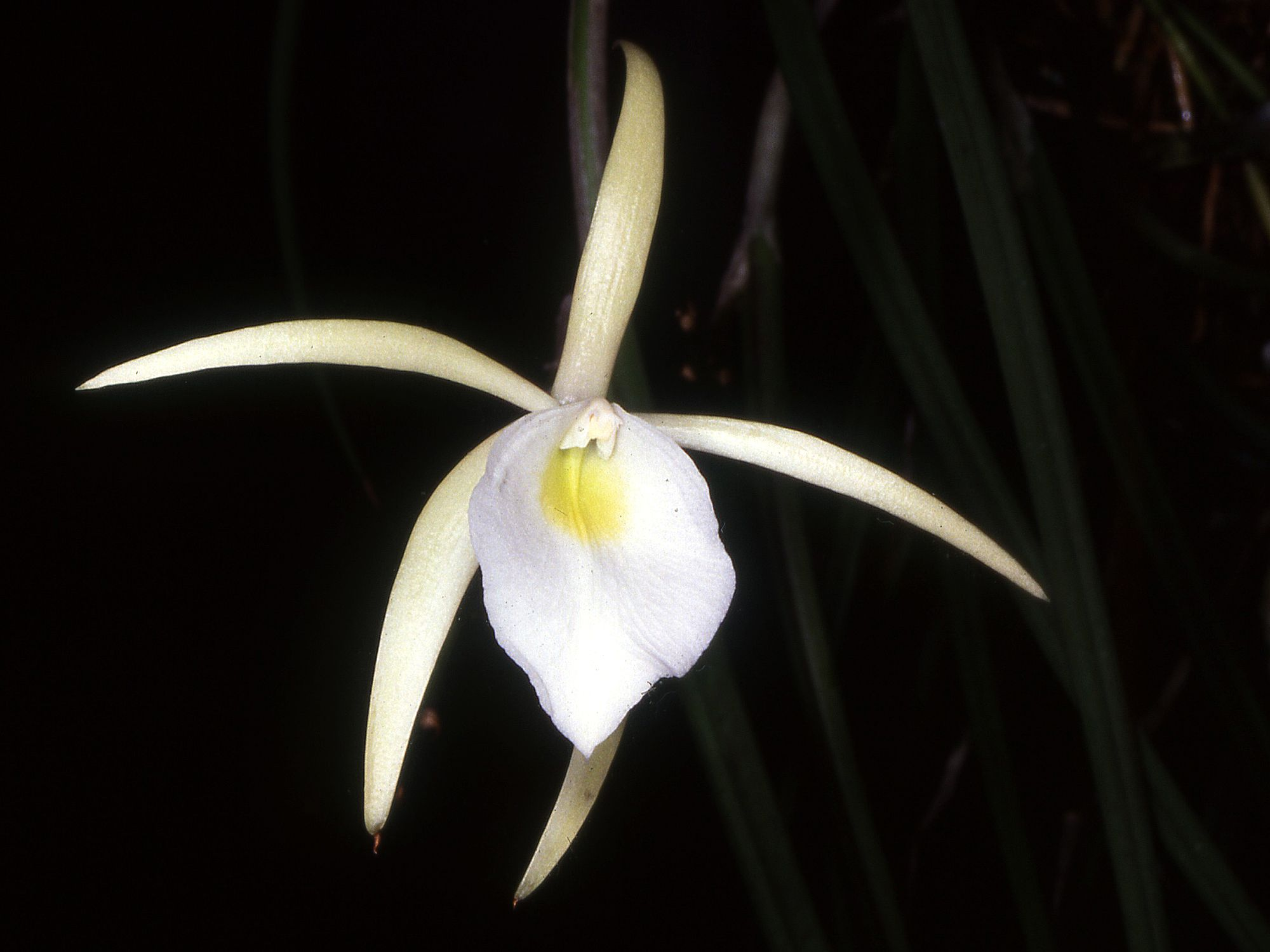
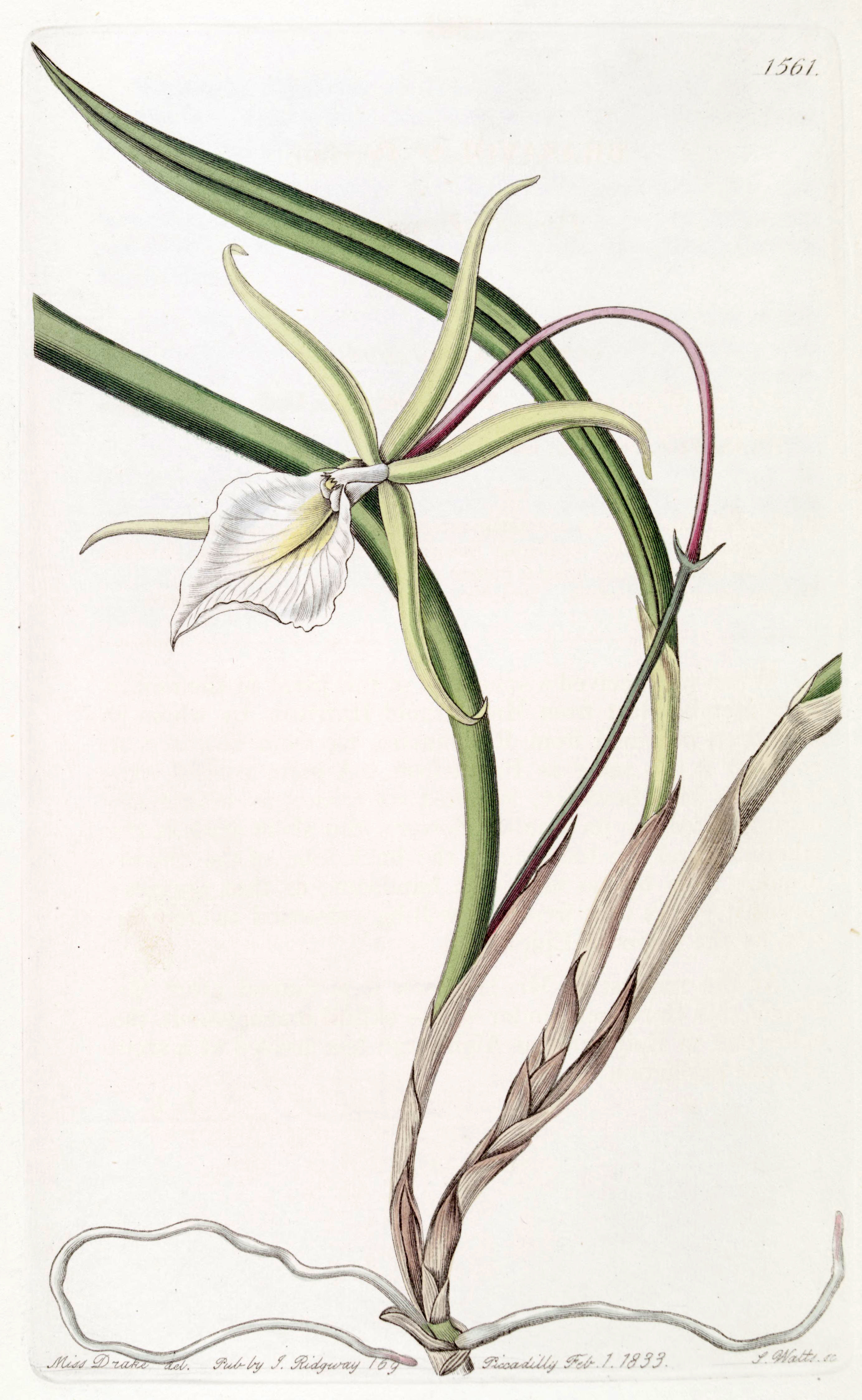
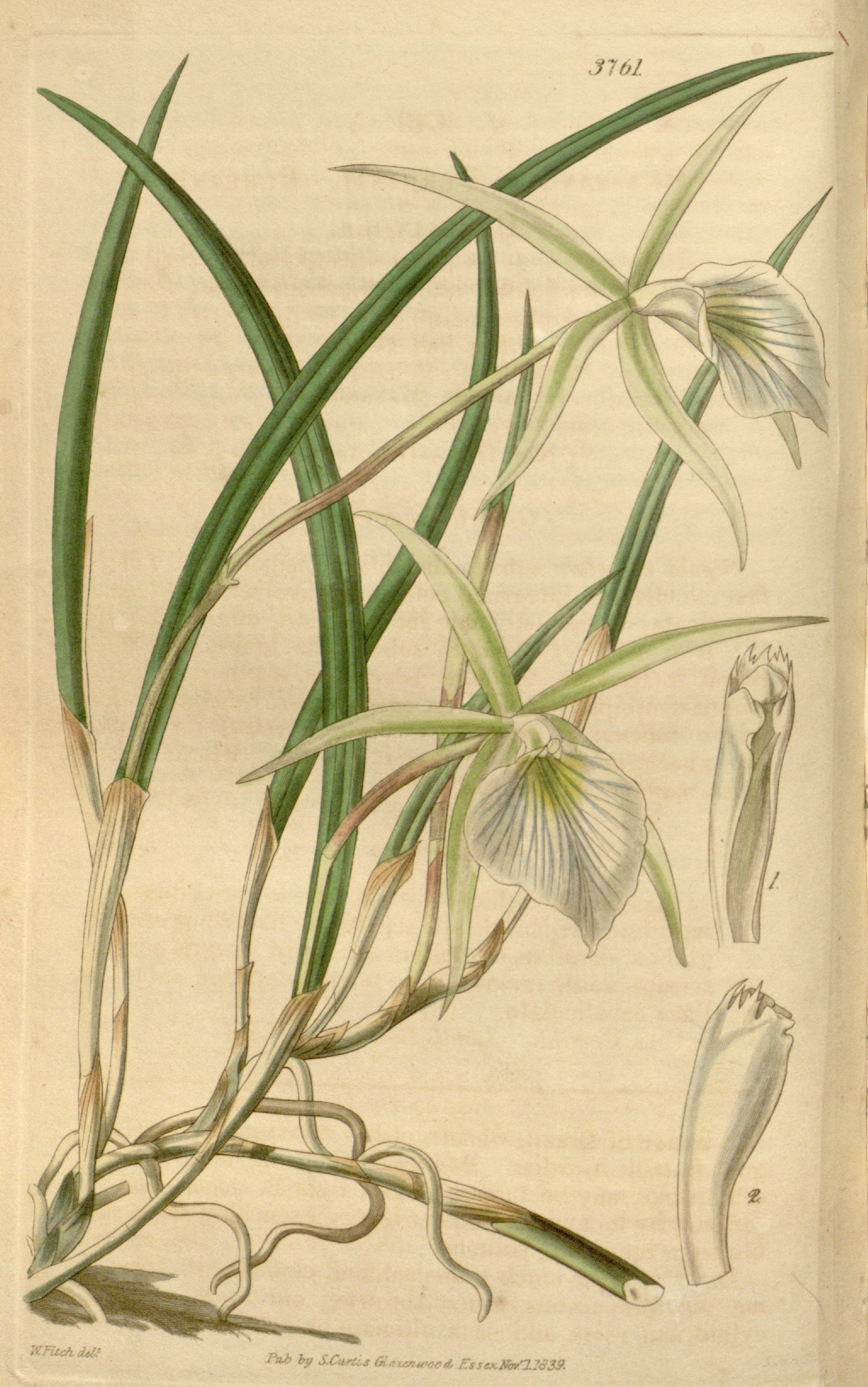